# Aglaonice snelleni
Aglaonice snelleni là một loài bướm đêm trong họ Noctuidae.